# Dineutina
Dineutina – podplemię chrząszczy z rodziny krętakowatych i plemienia Enhydrusini.

## Opis
Takson monofiletyczny, charakteryzujący się apomorfią w postaci ukrytej tarczki.

## Taksonomia i systematyka
Takson wprowadzony został jako Dineutides w 1851 roku przez Eugène'a A. S. L. Desmaresta. Wyróżniony później przez Georga H. A. Ochsa jako plemię, a obecnie traktowany jako podplemię, obejmuje 2 rodzaje:
- Porrorhynchus Laporte, 1835
- Dineutus MacLeay, 1825